# Bandgalvanisierung
Unter Bandgalvanisierung versteht man die Galvanisierung von Endlosbändern, darunter Vollbänder, Drähte, Halbzeuge sowie gegurteten oder ausgestanzten Kontakten. 
Das Bandgalvanisieren kann daher im letzten Falle als eine Sonderform des Gestellgalvanisierens verstanden werden. Anstatt die zu beschichtenden Materialien auf ein Gestell zu hängen und einzeln zu beschichten, wird bei diesem Verfahren das zu beschichtende Werkstück als „Band“ durch die Anlage gezogen und direkt beschichtet. Dabei durchläuft es mehrere Tanks mit verschiedenen Behandlungslösungen nacheinander. Dementsprechend kann die Behandlungsdauer bei den einzelnen Prozessstufen nur über die Behälterlänge bzw. über die Anzahl an nacheinander geschalteten Behältern eingestellt werden. Die Anzahl an Behandlungstanks kann über 50 betragen.  Ein Vorteil dieser Technik ist, dass sehr hohe Bandbreiten und damit sehr große Flächen mit konstanter Qualität beschichtet werden können. Da alle Stellen des Materials in Bezug auf die Bandlänge mit gleicher Geschwindigkeit und Verweildauer die gleichen Positionen in der Anlage durchlaufen, ist das Beschichtungsergebnis sehr reproduzierbar und konstant. Bei entsprechender Anlagentechnik oder wenn das Band entsprechend in der
Anlage geführt wird, ist es möglich eine partielle Beschichtung durchzuführen, was beispielsweise beim Vergolden von Steckkontakten großtechnisch eingesetzt wird. Als Basismaterialien kommen alle als „Band“ zur Verfügung stehenden Materialien in Frage, egal ob es sich um metallische Substrate, wie Stahl, Kupfer oder Aluminium handelt oder um eine Kunststofffolie wie zum Beispiel Polyanilin. 
Die Bandgalvanisierung eignet sich besonders bei großen Produktionsmengen.
Ein häufig als Nachteil verstandener Effekt liegt darin, dass beim Ausschneiden aus dem beschichteten Material an den Schnittkanten nicht beschichtete Schnittkanten zurückbleiben.
Dieses Verfahren gilt als sehr wirtschaftlich, da gerade Massenteile, partiell mit Edelmetall, in kurzer Zeit beschichtet werden können.